# Polochion strié
Melitograis gilolensis
Genre
Espèce
Statut de conservation UICN

 LC  : Préoccupation mineure
Le Polochion strié (Melitograis gilolensis) est une espèce de passereaux de la famille des Meliphagidae. C'est la seule espèce du genre Melitograis.

## Répartition
Il est endémique du nord des Moluques en Indonésie.

## Habitat
Il vit dans les forêts humides et les mangroves tropicales et subtropicales.